# Colletes motaguensis
Colletes motaguensis är en biart som beskrevs av Cockerell 1912. Colletes motaguensis ingår i släktet sidenbin, och familjen korttungebin. Inga underarter finns listade i Catalogue of Life.